# Donauworth

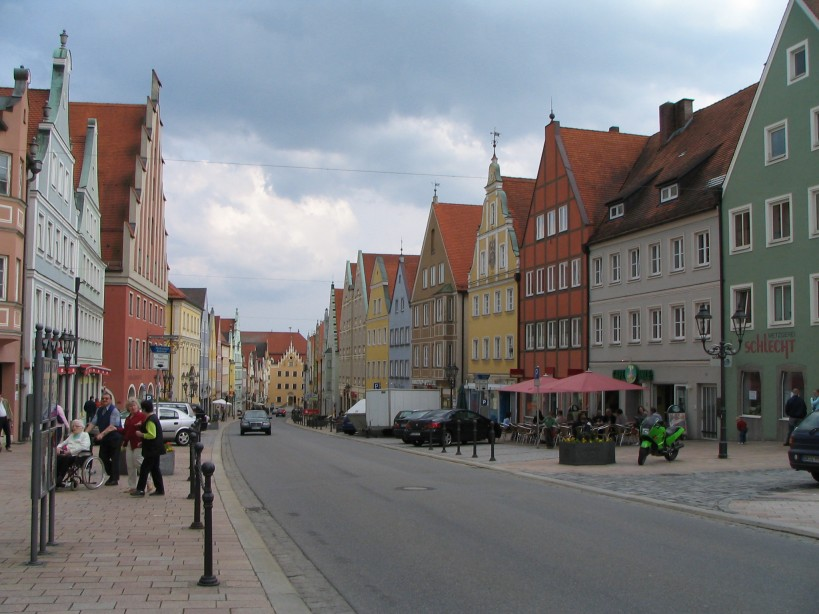
Rue principale de Donauworth

Donauworth (en allemand Donauwörth, en français parfois Donawerth et Donauwerth) est une ville de l'État allemand de Bavière, chef-lieu de l'arrondissement de Danube-Ries, dans le district de Souabe.
Sur l'axe de la route allemande des vacances, la célèbre « Route Romantique », et au confluent du Danube et de la Wörnitz, Donauworth se situe dans l'ouest de la Bavière. La ville compte actuellement 18 037 habitants. Grâce à sa situation centrale, la ville est devenue une plaque tournante des communications de la Souabe bavaroise.
C'est une ancienne ville impériale libre. Ses bâtiments historiques, aux façades à pignons et colorées de tons pastel, bordent surtout la montée de la Reichsstrasse.
En ce qui concerne l'activité industrielle, la ville est le lieu d'implantation d'une des usines du fabricant d'hélicoptères Airbus Helicopters.

## Municipalités voisines
Les municipalités limitrophes de Donauworth sont Asbach-Bäumenheim, Genderkingen, Harburg, Kaisheim, Mertingen et Tapfheim.

## Géographie
La ville se trouve à 43 km au nord d'Augsbourg, à 105 km au nord-ouest de Munich et à environ 100 km au sud de Nuremberg, sur le Danube, peu avant son confluent avec le Lech.

## Histoire
| Appartenances historiques Duché de Haute-Bavière 1266–1301 Saint-Empire (Ville libre) 1301-1607 Duché de Bavière 1607–1623 Électorat de Bavière 1623–1806 Royaume de Bavière 1806–1918 République de Weimar 1918–1933 Reich allemand 1933–1945 Allemagne occupée 1945–1949 Allemagne 1949–présent |

On dit que la ville a été fondée par deux pêcheurs, là où le Danube (Donau) et la rivière Wörnitz se rejoignent. 
Elle est historiquement importante pour l'Allemagne car c'est le lieu d'un des incidents qui ont mené à la Guerre de Trente Ans (1618-1648). En 1606, la majorité des luthériens a empêché les résidents catholiques de la ville de suivre une procession, provoquant une violente émeute. 
En 1704, Donauwörth fut de nouveau le théâtre de la guerre de Succession d’Espagne (1702-1713). Alors que le duc de Marlborough marchait de Flandre vers la Bavière, il atteignit le Danube à l’endroit où les Français avaient prévu de traverser. Ceux-ci furent surpris d’y trouver ses troupes, ce qui permit à Marlborough de s’emparer de Donauwörth et de franchir le Danube sans difficulté.
En 1908, la Waggon- und Maschinenbau GmbH Donauwörth se développe, puis est refondée en 1946 sur les installations précédemment détruite durant la guerre. En 1971, l'entreprise fusionne au sein de Messerschmitt-Bölkow-Blohm, qui devient EADS puis Airbus.

## Personnalités liées à la ville
- Sébastien Franck (1499-1542), réformateur protestant né à Donauworth
- Johann Baptist Enderle (1725-1798), peintre baroque bavarois, mort à Donauworth
- Werner Egk (1901-1983), compositeur, né à Auchsesheim, aujourd’hui quartier de Donauworth
- Uli Waas, femme de lettres et illustratrice née à Donauworth en 1949

## Tourisme
La ville est le point de départ de nombreuses excursions et visites dans les environs. Cinq paysages différents et originaux s'étendent autour de la ville du Danube : 
le Ries, le parc naturel Altmühltal, Kesseltal, le parc naturel d'Augsbourg Westliche Wälder, la région du Danube et du Lech.